# Erythrodiplax bromeliicola
Erythrodiplax bromeliicola is een libellensoort uit de familie van de korenbouten (Libellulidae), onderorde echte libellen (Anisoptera).
De soort staat op de Rode Lijst van de IUCN als onzeker, beoordelingsjaar 2007.
De wetenschappelijke naam Erythrodiplax bromeliicola is voor het eerst geldig gepubliceerd in 2000 door Westfall in Needham, Westfall & May.